# Innerspeaker
| Recensione       | Giudizio |
| ---------------- | -------- |
| sentireascoltare | (7.6/10) |

Innerspeaker è il primo album in studio del gruppo musicale australiano Tame Impala, pubblicato il 21 maggio 2010 dalla Modular Recordings.

## Descrizione
L'album si ispira ai lavori di rock psichedelico pubblicati tra la fine degli anni 60 e l'inizio dei 70, rivisitati però in chiave moderna e con una vena pop nella costruzione delle melodie.

## Accoglienza
Ha ottenuto un buon successo commerciale, raggiungendo il 4º posto della classifica australiana degli album più venduti.
Innerspeaker venne eletto "album dell'anno" dalla rivista italiana Rumore.

## Tracce
- It Is Not Meant to Be
- Desire Be Desire Go
- Alter Ego
- Lucidity
- Why Won't You Make Up Your Mind?
- Solitude Is Bliss
- Island Walking
- Jeremy's Storm
- Expectation
- The Bold Arrow of Time
- Runway Houses City Clouds
- I Don't Really Mind

## Classifiche
| Classifica (2022) | Posizione massima |
| ----------------- | ----------------- |
| Grecia            | 17                |